# Врандук (Добој)
Врандук је насељено мјесто у граду Добој, Република Српска, БиХ. Према попису становништва из 1991. у насељу је живјело 199 становника.

## Становништво
| Демографија | Демографија | Демографија |
| Година      | Становника  | Становника  |
| ----------- | ----------- | ----------- |
| 1961.       | 191         |             |
| 1971.       | 167         |             |
| 1981.       | 224         |             |
| 1991.       | 199         |             |